# Rio Büchler
O rio Büchler é um curso de água do estado de Santa Catarina, no Brasil. Determina parte da divisa norte entre os municípios de Florianópolis e São José, cortando os bairros Jardim Atlântico (em Florianópolis) e Barreiros (em São José).